# Joly (Kanada)
Joly to gmina (ang. township) w Kanadzie, w prowincji Ontario, w dystrykcie Parry Sound.
Powierzchnia Joly to 193,82 km².
Według danych spisu powszechnego z roku 2001 Joly liczy 290 mieszkańców (1,50 os./km²).